# 780 a.C.

## Eventos
- Fim do reinado de Êunomo, rei de Esparta desde 800 a.C..
- Início do reinado de Carilau, rei de Esparta de 780 a.C. até 750 a.C..
- um eclipse solar foi registrado na China pela primeira vez

## Mortes
- Êunomo, rei de Esparta.